# Ogrodzone pole ze wschodzącym słońcem
Ogrodzone pole ze wschodzącym słońcem (hol. Ommuurd veld met jong koren en opgaande zon, ang. Enclosed Field with Rising Sun) to obraz olejny (nr kat.: F 737, JH 1862) namalowany przez Vincenta van Gogha w grudniu 1889 podczas jego pobytu w miejscowości Saint-Rémy. Obraz znajduje się w zbiorach prywatnych.

## Historia i opis
Vincent van Gogh po przybyciu do szpitala psychiatrycznego Saint-Paul-de Musole w Saint-Rémy niemal od razu przystąpił do malowania. Po kilku dniach poczuł się zirytowany wychodzeniem na zewnątrz. Skupił się na widoku, jaki rozpościerał się z jego celi. Artysta mógł wybrać nie tylko motyw, ale też dowolny punkt obserwacyjny i porę dnia – malował rano i wieczorem, podczas pogody i niepogody. Wśród wielu tematów jego płócien znalazło się ogrodzone pole uprawne za szpitalem. Z listu do brata Theo wynika, że obraz Ogrodzone pole ze wschodzącym słońcem zaczął malować już w listopadzie 1889. Obraz miał być, razem z sześcioma innymi, przeznaczony na wystawę Les XX. Opis obrazu zawarł w liście do Émile’a Bernarda, napisanym kilka dni później:
Kolejne [moje] płótno przedstawia słońce wschodzące nad polem nowej pszenicy. Oddalające się linie bruzd biegną w górę płótna, w kierunku muru i rzędu jasnofioletowych wzgórz. Pole jest fioletowe i zielonożółte. Białe słońce otacza wielka, żółta aureola. Na obrazie tym, w przeciwieństwie do innych próbowałem wyrazić cisze, wielki spokój.
Z listu do brata, napisanego 19 grudnia wynika, że obraz został ukończony i wysłany dzień wcześniej na wystawę Les XX.

## Analiza
Na pierwszy rzut oka obraz Ogrodzone pole ze wschodzącym słońcem wygląda jak jeszcze jedna wariacja na temat ogrodzonego pola za szpitalem św. Pawła. Płótno jest pełne śmiałych pociągnięć pędzlem, które łączą pola na pierwszym planie ze wzgórzami i niebem na horyzoncie tworząc w ten sposób jedność. Ale w tej jedności tkwi pewien paradoks – artysta zastosował tu dwa punkty zbiegu linii perspektywy, przyciągające wzrok widza w głąb obrazu. Jeden z nich powstał na przecięciu się linii prowadzących do krzewów i wiejskich chałup po lewej stronie, drugi zaś wyznacza słońce i koncentryczne okręgi wokół niego. Widoczne jest tu przeciwstawienie obu perspektyw. Pierwsza z nich to konwencjonalna perspektywa centralna, która była stosowana od czasów renesansu, a wyznaczał ją punkt zbiegu znajdujący się na horyzoncie. Druga perspektywa, wprowadzona tu przez van Gogha, to bardziej sugestywny efekt tulejowy, wciągający przestrzeń w nieznane głębiny. Poprzez te dwa punkty zbiegu perspektywy artysta wyraził też określoną symbolikę: krzewy oznaczają tu znajomy, zielony świat, codzienną swojskość zaś słońce – błyszcząca i tajemnicza aureola niebios, promieniująca nieskończoność.